# ناحیه اغیل علی
ناحیه إغیل علی (به عربی: دائرة إغیل علی) یک ناحیه در الجزایر است که در استان بجایه واقع شده‌است.